# 熊本地方検察庁
熊本地方検察庁（くまもとちほうけんさつちょう）は、熊本県熊本市にある日本の地方検察庁の一つで、熊本県を管轄している。略称は、熊本地検（くまもとちけん）。玉名・山鹿・阿蘇・八代・人吉・天草に支部を置いている。

## 所在地
- 本庁 - 熊本市中央区京町1丁目12-11　北緯32度48分42.4秒 東経130度42分20.7秒 / 北緯32.811778度 東経130.705750度
一般路線バス（都市バス，産交バス）「裁判所前」バス停から徒歩1分
JR鹿児島線,  熊本電気鉄道菊池線 上熊本駅から徒歩15分
- 玉名支部 - 玉名市繁根木45-2　北緯32度55分40秒 東経130度33分22.7秒 / 北緯32.92778度 東経130.556306度
JR鹿児島線 玉名駅から徒歩15分
産交バス「玉名市役所前」バス停から徒歩5分
産交バス「凸版前」バス停から徒歩3分
- 山鹿支部 - 山鹿市山鹿242　北緯33度0分41.6秒 東経130度41分37.1秒 / 北緯33.011556度 東経130.693639度
産交バス「菊池川工事事務所前」バス停から徒歩6分
- 阿蘇支部 - 阿蘇市一の宮町宮地2471　北緯32度56分35.8秒 東経131度6分56.2秒 / 北緯32.943278度 東経131.115611度
JR豊肥線 宮地駅から徒歩12分
- 八代支部 - 八代市西松江城町11-11　北緯32度30分28.6秒 東経130度35分44.9秒 / 北緯32.507944度 東経130.595806度
産交バス 「北荒神町福祉センター前」バス停より徒歩5分
産交バス 「検察庁・法務局・市博物館前」下車徒歩2分
産交バス 「八代市役所前」下車徒歩10分
- 人吉支部 - 人吉市寺町2-2　北緯32度12分32.1秒 東経130度45分39秒 / 北緯32.208917度 東経130.76083度
産交バス 「新町」バス停から徒歩3分
JR肥薩線 人吉駅から徒歩15分
- 天草支部 - 天草市諏訪町16-20　北緯32度27分12.6秒 東経130度11分14秒 / 北緯32.453500度 東経130.18722度
産交バス「本渡バスセンター」から徒歩12分
産交バス　本渡循環線「諏訪神社入口」バス停から徒歩3分

## 管轄
- 本庁
  - 熊本区検察庁（熊本市・宇土市（網田支所の所管区域を除く）・宇城市（三角支所の所管区域を除く）・合志市・菊池市（泗水総合支所の所管区域）・菊池郡・阿蘇郡（西原村））
  - 宇城区検察庁（宇土市（網田支所の所管区域）・宇城市（三角支所の所管区域・）上天草市（大矢野統括支所の所管区域））
  - 御船区検察庁（上益城郡（御船町・嘉島町・益城町・甲佐町・山都町（蘇陽支所の所管区域を除く））・下益城郡（美里町））
- 玉名支部
  - 玉名区検察庁（玉名市・玉名郡（玉東町・南関町・和水町））
  - 荒尾区検察庁（荒尾市・玉名郡（長洲町））
- 山鹿支部
  - 山鹿区検察庁（山鹿市・菊池市（泗水総合支所の所管区域を除く））
- 阿蘇支部
  - 阿蘇区検察庁（阿蘇市・阿蘇郡（産山村・小国町・南小国町））
  - 高森区検察庁（阿蘇郡（高森町・南阿蘇村）・上益城郡（山都町（蘇陽支所の所管区域）））
- 八代支部
  - 八代区検察庁（八代市・八代郡）
  - 水俣区検察庁（水俣市・葦北郡）
- 人吉支部
  - 人吉区検察庁（人吉市・球磨郡）
- 天草支部
  - 天草区検察庁（天草市（河浦支所及び牛深支所の所管区域を除く）・上天草市（大矢野統括支所の所管区域を除く）・天草郡）
  - 牛深区検察庁（天草市（河浦支所及び牛深支所の所管区域））